# William Messner-Loebs
William Messner-Loebs é um autor e desenhista de histórias em quadrinhos americanas. Em 1989 foi indicado ao Eisner Award de "Melhor Escritor" por seu trabalho na revista em quadrinhos Johnny Quest, baseada no desenho homônimo. É o criador da série Journey: The Adventures of Wolverine MacAlistaire, publicada inicialmente pela editora Aardvark-Vanheim. Ao lado do desenhista Sam Kieth produziu The Maxx e Epicurus the Sage. Foi por muitos anos o roteirista da revista Wonder Woman, onde criou a popular personagem Artemis de Bana-Mighdall.
Messner-Loeb sucedeu Mike Baron como escritor da revista The Flash após Wally West ter se tornando o personagem-título com a morte do Flash anterior, Barry Allen, no evento Crise nas Infinitas Terras. Sua fase à frente da revista compreendeu as edições 15 à 61, e, ao lado do desenhista Greg LaRocque, foi responsável por "humanizar" o personagem, tornando-o alguém com que os leitores pudessem se identificar. Messner-Loebs e LaRocque reformularam o uniforme do herói e em 1991, estabeleceram em The Flash #53 que o personagem Flautista, um dos coadjuvantes da revista, era homossexual.
Por causa de um tumor, Messner-Loeb teve um de seus braços amputado ainda na infância. No início da década de 2000, desempregado, passou por sérios problemas financeiros, ficando sem sequer ter onde morar, passando a viver em abrigos, até que os escritor Brad Meltzer e Geoff Johns promoveram artigos na internet para tornar pública a situação em 2005, fazendo com que voltasse a ser contratado pelas editoras do mercado americano.

### Aardvark-Vanaheim
- A–V in 3–D #1 (1984)
- Cerebus the Aardvark #34–38, 48–49 (1982–1983)
- Journey: The Adventures of Wolverine MacAlistaire #1–14 (1983–1984)

### Aardwolf Productions
- Aardwolf #1 (1994)
- The Uncanny Dave Cockrum... A Tribute (2004)
- The Three Tenors: Off Key (2005)

### About Comics
- Many Happy Returns (2008)

### Angry Isis Press
- Choices: A Pro-Choice Benefit Comic Anthology for the National Organization for Women #1 (1990)

### Approbation Comics
- Myriad #3 (1995)

### A Wave Blue World
- Dead Beats: London Calling (2021)

### Boom! Studios
- Cthulhu Tales #3, 6, 12 (2008–2009)
- Necronomicon #1–4 (2008)
- Zombie Tales: The Series #3, 5 (2008)

### Century Comics
- Actor Comics Presents #1 (2006)

### Comico
- Jezebel Jade #1–3 (1988)
- Jonny Quest #1–31 (1986–1988)
- Primer #3 (writer/artist) (1983)
- Silverback #1–3 (1989)

### Cost Of Paper Comics
- YEET Presents #24, 26-27, 29, 31-34, 36-39, 41-44 (2019–)[9]

### Dark Horse Comics
- Doc Stearn...Mr. Monster vol. 2 #8 (1991)
- Indiana Jones and the Fate of Atlantis #1–4 (1991)

### DC Comics
- Action Comics #658 (1990)
- The Adventures of Superman #471 (1990)
- Aquaman Annual #3 (1997)
- Artemis: Requiem #1–6 (1996)
- Brave Old World #1–4 (2000)
- Cartoon Network Block Party #16 (2006)
- Christmas with the Super-Heroes #2 (1989)
- DC Retroactive: The Flash: The '80s #1 (2011)
- DC Retroactive: Wonder Woman: The '90s #1 (2011)
- Doctor Fate #25–37, 39–41 (1991–1992)
- Epicurus the Sage #1–2 (1989–1991)
- Fast Forward #3 (1993)
- The Flash #15–28, 30–61, Annual #2–3, Special #1 (1988–1992)
- The Flash 80-Page Giant #2 (1999)
- Flinch #6  (1999)
- Green Arrow vol. 3 #53 (2005)
- Hawkman #9–17, 19–27, #0, Annual #2 (1994–1995)
- Impact Winter Special #1 (1991)
- Impulse #29–40, 42–49, #1000000, Annual #2 (1997–1999)
- Jaguar #1–14, Annual #1 (1991–1992)
- Justice League America Annual #7 (1993)
- Justice League Europe #9–12 (1989–1990)
- Justice League Quarterly #5, 10–11 (1991–1993)
- Legends of the DC Universe #4–5 (Wonder Woman) (1998)
- Power of the Atom #12–13 (1989)
- The Powerpuff Girls #56 (2005)
- Secret Origins #34, 48, Annual #2 (1988–1990)
- Showcase '94 #7 (1994)
- Speed Force #1 (1997)
- Superman vol. 2 #48 (1990)
- Superman: The Legacy of Superman #1 (1993)
- Wasteland #1–2, 4–6, 8–10, 12, 17–18 (1987–1988)
- Who's Who in the DC Universe #3 (1990)
- Who's Who: The Definitive Directory of the DC Universe #10 (1985)
- Wonder Woman vol. 2 #63–64, 66–87, 90–100, #0, Annual #3, Special #1 (1992–1995)
- Wonder Woman: Amazonia #1 (1998)
- Wonder Woman Book 1: The Last True Hero (2020)
- Wonder Woman Book 2: Ares Rising (2021)

### Disney
- Disney Adventures January 1992

### Dynamite Entertainment
- KISS: The End #3–5 (2019)

### Eclipse Comics
- Born to be Wild (1991)
- Doc Stearn...Mr. Monster #1–5 (1985–1986)

### Fantagraphics Books
- Amazing Heroes #138 ("2nd Annual Swimsuit Issue"), #164 ("Swimsuits '89") (1988–1989)
- Amazing Heroes Swimsuit Special #1 (1990)
- Anything Goes! #5 (1987)
- The Best Comics of the Decade #1 (1990)
- Dalgoda #7 (Wolverine MacAlistaire backup story) (1986)
- Dinosaur Rex #2–3 (backup story) (1987)
- Journey: The Adventures of Wolverine MacAlistaire #15–27 (1985–1986)
- Journey: Wardrums #1–2 (1987–1990)

### First Comics
- Grimjack #12–13 (1985)

### Image Comics
- Bliss Alley #1–2 (1997)
- Darker Image #1 (1993)
- Gen13/The Maxx one-shot (1995)
- MaxiMage #2–7 (1996)
- The Maxx #1–15, 17–20, 22–23 (1993–1996)

### Innovation Publishing
- Justice Machine Summer Spectacular #1 (1990)
- The Maze Agency Annual #1 (1990)

### Kitchen Sink Press
- Images of Omaha #1 (1992)

### Last Gasp
- Strip AIDS U.S.A. (1988)

### Literacy Volunteers of Chicago
- Word Warriors #1 (1987)

### Marvel Comics
- Cutting Edge #1 (1995)
- Epic Battles of the Civil War 1–2 (1998)
- Savage Hulk #1 (1996)
- The Official Handbook of the Marvel Universe Deluxe Edition #2, 9 (1985–1986)
- Thor #495–502 (1996)
- What If...? vol. 2 #82 (1996)

### Moonstone
- Moonstone Monsters: Witches #1 (2004)
- Moonstone Noir: Bulldog Drummond #1 (2004)

### Noble Comics
- Justice Machine #1–2, Annual #1 (1981–1983)

### SD Publishing (Robin Snyder)
- Tales of the Mysterious Traveler #34 (2021)

### Ted Valley
- Flint Comix & Entertainment #26–31 (2011)

### Thorby Comics
- Scandals #1 (1999)

### Wisconsin Writers Association Press
- Human Interest Stuff (2012)

### Zenescope Entertainment
- Mankind: The Story of All of Us #2 (2011)